# Sieć dróg krajowych w Kostaryce
Sieć dróg krajowych w Kostaryce (hiszp. Red Vial Nacional) – szereg ponumerowanych tras drogowych, którymi na terenie Kostaryki zarządza Ministerstwo Robót Publicznych i Transportu (Ministerio de Obras Públicas y Transportes; MOPT) i jego podagencja Krajowa Rada Dróg (Conavi).
Według Międzyamerykańskiego Banku Rozwoju w 2019 r. Kostaryka miała najgorszą sieć dróg w Ameryce Łacińskiej ze względu na niedostateczną konserwację oraz wady strukturalne i zniszczenie około 49% sieci krajowych głównych tras. Inne kraje w tym obszarze zgłaszają średnio 20% w tym samym wskaźniku.
Nie ma szybkich tras ekspresowych, ale istnieją drogi dwupasmowe. Dziury są częstym zjawiskiem na głównych trasach drogowych. Wiele dróg drugorzędnych i trzeciorzędnych jest wykonanych ze żwiru lub ziemi.

## Definicje prawne
- Główne trasy krajowe (hiszp. Carreteras Primarias): To te, które łączą główne drogi Wielkiego Obszaru Metropolitalnego (hiszp. Gran Área Metropolitana) i zapewniają połączenie między głównymi ośrodkami miejskimi (głównymi miastami głównych kantonów), lotniskami oraz strefami przemysłowymi, handlowymi lub rekreacyjnymi o znaczeniu krajowym[4].
- Drogi drugorzędne (hiszp. Carreteras Secundarias): Są to te, które łączą główne ośrodki miejskie Wielkiego Obszaru Metropolitalnego, które nie są połączone drogami głównymi[4].
- Drogi trzeciorzędne (hiszp. Carreteras Terciarias): Są to te, które zbierają ruch kierowany na szlaki główne lub drugorzędne, a także łączniki pomiędzy ośrodkami miejskimi drugiego rzędu (głównymi miastami małych kantonów i dużych powiatów).
- Drogi poprzeczne (hiszp. Rutas de Travesía): Grupa krajowych dróg publicznych przecinających ćwiartkę obszaru miejskiego lub ulic łączących dwa odcinki drogi krajowej. Powstały, aby usprawnić ruch w centrach miast. (Przez art. 3 ustawy 5060)[4]
- Sieć dróg kantonalnych (hiszp. Red vial cantonal: Czy sieć dróg publicznych, ulic, alei, przekątnych i poprzecznych (odpowiednio w języku hiszpańskim calles, avenue, diagonales, transversales) nie jest częścią Krajowej Sieci Dróg, a za ich zarządzanie odpowiada samorząd lokalny (gmina) każdego kantonu[4]. Nie są one numerowane na poziomie krajowym, ale nazywane są imionami lub wartościami liczbowymi, które mogą być używane również w innym kantonie.